# Idivuoma
Idivuoma (nordsamische: Ađevuopmi) ist ein Ort (småort) in der nordschwedischen Provinz Norrbottens län und der historischen Provinz (landskap) Lappland.

## Lage und Beschreibung
Idivuoma hieß ursprünglich Riiska und wurde im Jahre 1696 von Samuel Olsson Riska gegründet. Der Ort hatte 96 Einwohner im Jahr 2015. 
Er liegt am Idijärvi etwa 19 Kilometer südwestlich von Karesuando. In der Nähe befindet sich der Berg Ajakkavaara. Idivuoma ist Ausgangsort für Wanderungen in die Pessinki-Tundra.